# Gestel (Pays-Bas)
Pour les articles homonymes, voir Gestel.
Gestel est un ancien village des Pays-Bas, intégré en 1920 dans la commune de Gestel en Blaarthem avant de devenir un quartier de la ville d'Eindhoven.